# Detective Conan: Strategy Above the Depths
Detective Conan: Strategy Above the Depths (jap. 名探偵コナン 水平線上の陰謀 Meitantei Konan: Suihei senjō no sutoratejī) – japoński film anime wyprodukowany w 2005 roku, dziewiąty film z serii Detektyw Conan. Piosenką przewodnią filmu była Natsu o sail (matsu) no yō ni (jap. 夏を待つセイル（帆）のように Natsu o seiru (matsu) no yō ni) śpiewana przez ZARD.
Film miał swoją premierę 9 kwietnia 2005 roku w Japonii przynosząc łączny dochód 2,15 mld ¥.

## Fabuła
Akcja filmu dzieje się podczas rejsu luksusowym statkiem. Piętnaście lat temu podczas żeglowania zatonął statek Yashiromaru, zbudowany przez grupę Yashiro. W chwili obecnej Conan i reszta zostali zaproszeni przez Sonoko na rejs nowym statkiem pasażerskim Saint Aphrodite, także skonstruowanym przez grupę Yashiro. Przed wypłynięciem statku ginie w wypadku mąż dyrektorki generalnej tej grupy. Na drugi dzień rejsu CEO zostaje zamordowana w swoim pokoju, a jej ojciec, prezes grupy Yashiro, został zepchnięty ze statku do oceanu, pozornie przez tę samą osobę. Podczas przyjęcia powitalnego Kogorō pokazuje swoje umiejętności dedukcji i stwierdza, że projektantka statku Akiyoshi jest mordercą. Jednakże scenarzysta Kusaka ujawnia, że wypadek sprzed 15 lat był przeprowadzony celowo, aby uzyskać ubezpieczenie. Jego ojciec został zamordowany, gdy odkrył, że kapitan statku został odurzony i pozostawiony na śmierć. Kusaka natychmiast zdetonował bombę i uciekł w morze. Po tym jak został schwytany przez Detective Boys, zdetonował wszystkie bomby rozmieszczone na statku. Podczas ewakuacji pasażerów Ran wróciła do swojej kryjówki w grze w chowanego, aby znaleźć "złoty metal" wykonany przez młodych detektywów, ale nagłe przechylenie statku uderzyła się w głowę i zemdlała.
Jak się później okazuje, to Akiyoshi była mordercą. Ona dokonała wszystkich trzech zabójstw i wmówiła Kusace, że sam ich dokonał. Ujawniła również, że jej ojciec był kapitanem, który zmarł podczas zatonięcia statku sprzed 15 lat.

## Obsada
- Minami Takayama jako Conan Edogawa
- Kappei Yamaguchi jako Shinichi Kudō
- Wakana Yamazaki jako Ran Mōri
- Akira Kamiya jako Kogorō Mōri
- Unshō Ishizuka jako Ginzō Nakamori
- Megumi Hayashibara jako Ai Haibara
- Yukiko Iwai jako Ayumi Yoshida
- Wataru Takagi jako Genta Kojima
- Ikue Ōtani jako Mitsuhiko Tsuburaya
- Ken’ichi Ogata jako dr Hiroshi Agasa
- Naoko Matsui jako Sonoko Suzuki
- Chafūrin jako inspektor Jūzō Megure
- Kaneto Shiozawa jako inspektor Ninzaburō Shiratori
- Wataru Takagi jako Wataru Takagi
- Atsuko Yuya jako Miwako Satō
- Isshin Chiba jako Kazunobu Chiba
- Kōichi Yamadera jako Hironari Kusaka
- Yoshiko Sakakibara jako Minako Akiyoshi
- Kōji Nakata jako Wataru Kaito